# Roman Frister
Roman Frister, hebr. רומן פריסטר (ur. 17 stycznia 1928 w Bielsku, zm. 9 lutego 2015 w Warszawie) – polsko-izraelski pisarz, dziennikarz i działacz kulturalny, mąż Elżbiety Frister.

## Życiorys

### Dzieciństwo
Urodził się w Bielsku w rodzinie żydowskiej, jako syn Wilhelma i Franciszki Fristerów. Po wybuchu II wojny światowej uciekł wraz z rodzicami do Krakowa, gdzie jego matka została zamordowana kolbą pistoletu przez niemieckiego SS-mana Wilhelma Kundego. Następnie trafił do niemieckiego obozu w Starachowicach, gdzie na dur brzuszny zmarł jego ojciec.
Przeżył pobyt w niemieckich obozach koncentracyjnych w Płaszowie, Auschwitz, Świętochłowicach, Mauthausen, w zakładach Saurerwerke w Wiedniu oraz marsz śmierci ponownie do Mauthausen, gdzie doczekał wyzwolenia.
Po dwuletniej hospitalizacji w szpitalu dla chorych na gruźlicę w Czechosłowacji, w kwietniu 1947 wrócił do Polski i osiadł we Wrocławiu.

### Życie po II wojnie światowej
Od 1948 pracował jako dziennikarz w Słowie Polskim. W 1952 został aresztowany za rzekomy sabotaż. Po zwolnieniu z aresztu śledczego UB skreślony z listy uprawnionych do wykonywania zawodu dziennikarskiego w wydawnictwach RSW „Prasa-Książka-Ruch”.
W maju 1957 wyemigrował do Izraela, zachowując obywatelstwo polskie. Przez 25 lat pracował w dzienniku Ha-Arec, z czego 14 lat jako redaktor naczelny magazynu weekendowego. Był szefem katedry dziennikarstwa na Wydziale Politologii Uniwersytetu Telawiwskiego.
Od marca 1990 do października 1991 był dyrektorem brytyjskiego koncernu medialnego Maxwell Communication Corporation w Europie Wschodniej z siedzibą w Warszawie. Do 2006 był dyrektorem Wyższej Szkoły Dziennikarskiej w Tel Awiwie. Był wieloletnim korespondentem Radia Wolna Europa oraz polskiej sekcji BBC oraz stałym korespondentem tygodnika Polityka na Bliskim Wschodzie.
Był założycielem i prezesem Fundacji Kultury Izrael-Polska.

## Życie prywatne
Mieszkał w Tel Awiwie. Jego żoną była teatrolog i działaczka społeczno-kulturalna Elżbieta Frister.
Miał troje dzieci. Zmarł 9 lutego 2015 w Warszawie. Pochowany 11 lutego na cmentarzu żydowskim przy ulicy Okopowej.

## Twórczość
Roman Frister jest autorem książek przetłumaczonych na dziewięć języków, w tym:
- Autoportret z blizną (przekł. z hebr. Elżbieta i R. Frister) : Warszawa : „Świat Książki”, 1996 : ISBN 83-7129-301-1
- Autoportret z blizną (przekł. z hebr. Elżbieta i R. Frister) : Warszawa : UNIV-COMP, 1996 : ISBN 83-86386-17-7
- Skradziona tożsamość : Warszawa : „Świat Książki”, 2004.ISBN 83-7391-106-5
- Miłość niemożliwa : Aschera Levy’ego tęsknota do Niemiec (przeł. Anna Klingofer) : Warszawa: Państwowy Instytut Wydawniczy, 2007 ISBN 978-83-06-03095-2

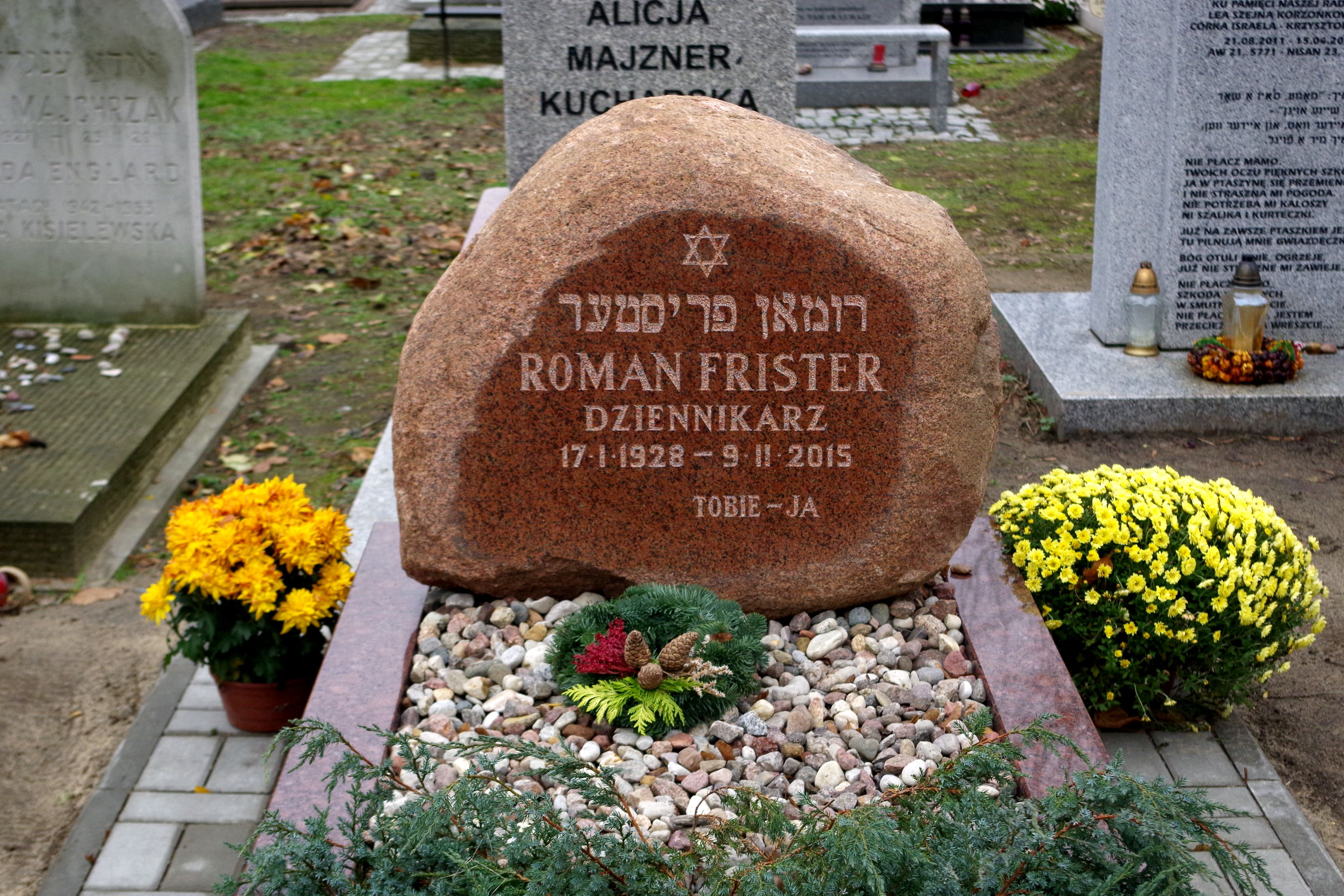
Grób Romana Fristera na cmentarzu żydowskim przy ul. Okopowej w Warszawie

## Odznaczenia
- 1993: Krzyż Oficerski Orderu Zasługi Rzeczypospolitej Polskiej
- 1995: Krzyż Oświęcimski